# El Caballito (Tradición petenera)
Es una de la tradiciones emblemáticas del departamento guatemalteco del Petén. Consiste en una introducción realizado por una sola persona que se introduce en una armazón en forma de caballo y que sostiene con ambas manos durante el baile, sobresaliendo desde la cintura arriba simulando el jinete, mientras que sus piernas del danzante se convierten en las del caballito. El conjunto da la idea de un jinete montando un caballo muy adornado y que se mueve al ritmo de la música propia.
El baile del caballito se realiza en las fiestas patronales de los municipios de Petén y otras fiestas como las fiestas patrias. También es conocido como Baile del Caballito de Tata Vicente. 
Se ha vuelto tradición que el caballito acompañe a la chatona en las fiestas, aunque algunas veces también se ve a los moros.

## Armazón del Caballito
El caballito puede estar formado de ramas y bejucos (lianas secas), cubiertos de piel de vaca o en algunos casos de piel de venado. Está adornado con flecos de papel de China de colores o bolas de tela de colores y encima del caballito se colocan unas piernas hechas de papel china blanco y botas negras con espuelas que simulan las piernas del jinete. En San Andrés y San Francisco forman la armazón de hierro forrado de papel china con flecos de colores y piernas del mismo papel. La armazón puede tener unos agarraderos o fajas en forma de tirantes para que el danzante puede sostener la armazón mientras baila.
La armazón está diseñada para que la persona que lo baila pueda entrar con facilidad quedando espacio suficiente para que la cabeza sobresalga en la parte superior y las piernas por abajo de forma cómoda ya que necesitará bastante movilidad para realizar el baile.

## Origen
No se conoce el lugar específico donde se originó la tradición, pero algunos afirman que fue en San Juan de Dios, San Francisco, Petén, mientras que otros mencionan que es originario de San Ándres, Petén.
Los habitantes de San Juan de Dios cuentan que al lugar llegaba un señor a la fiesta patronal del pueblo. El señor se llamaba Vicente y provenía de lugares vecinos al pueblo; le encantaban los caballos de raza andaluz por lo que montaba uno que gustaba de adornar con un colorido poncho y con flequillos también de muchos colores, que colgaban del poncho del caballo, llamando mucho la atención de los pobladores.
EL BAILE DEL CABALLITO DE TATA VICENTE
Este baile trata de un caballo adornado de bambalinas de papel multicolores que, acompañado de la Chatona (una muñeca muy alta, elaborada de una estructura de madera y vestida de mujer, original de las tradiciones chicleras), sale a bailar durante las tradicionales vueltas de ferias, especialmente durante la feria departamental de Petén. Es una tradición que nació en Ixpayac y fue trasladada e introducida en las celebraciones isleñas. El profesor Ascensión E. Morales Zetina, en diciembre de 1994, escribe esta historia bajo el género literario de cuento, recopilando la tradición oral.
se les conoce como una importancia a la que se refieren los orígenes de los bailes

## Galería

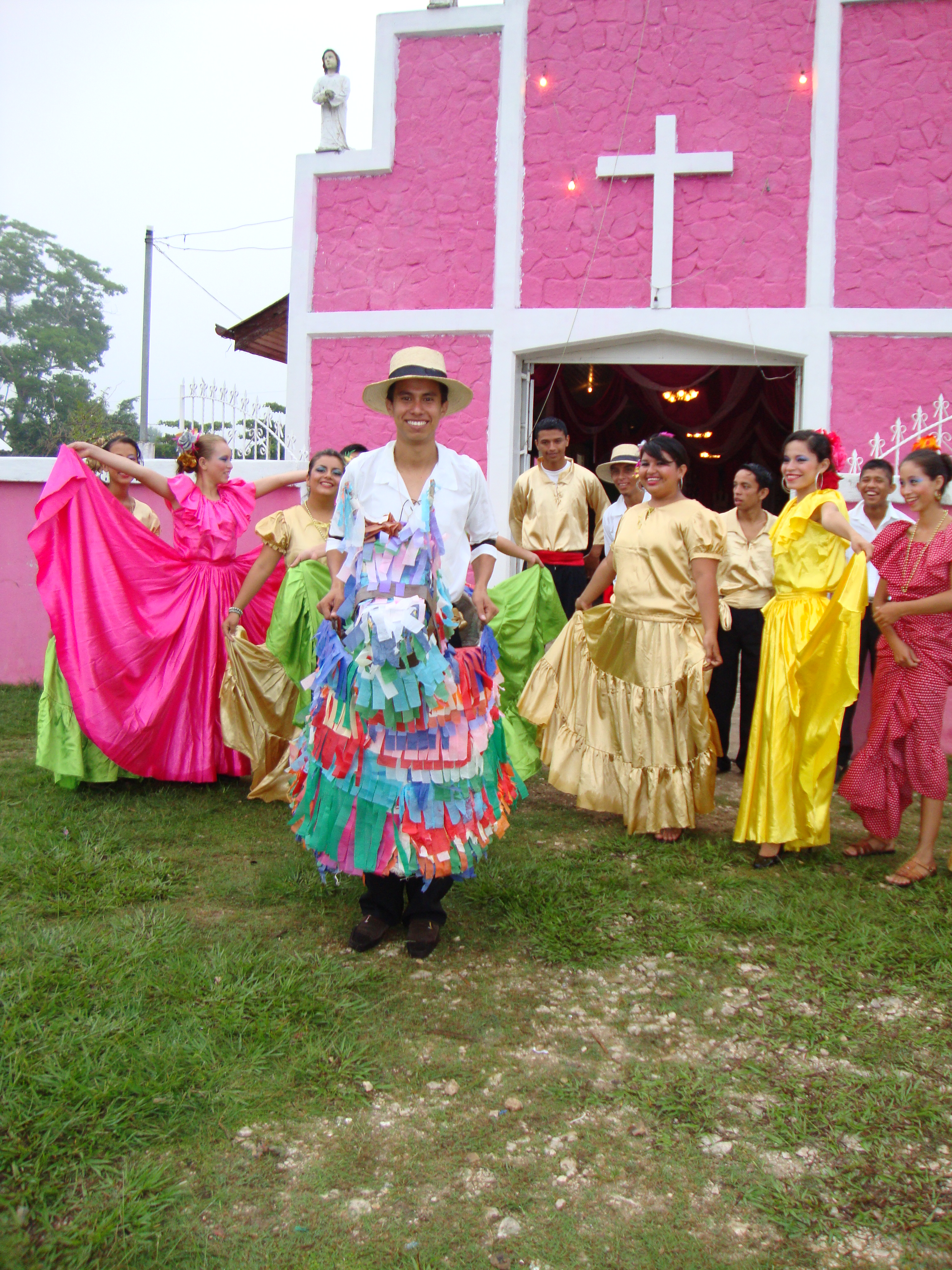
Baile del Caballito, San Francisco, Petén.
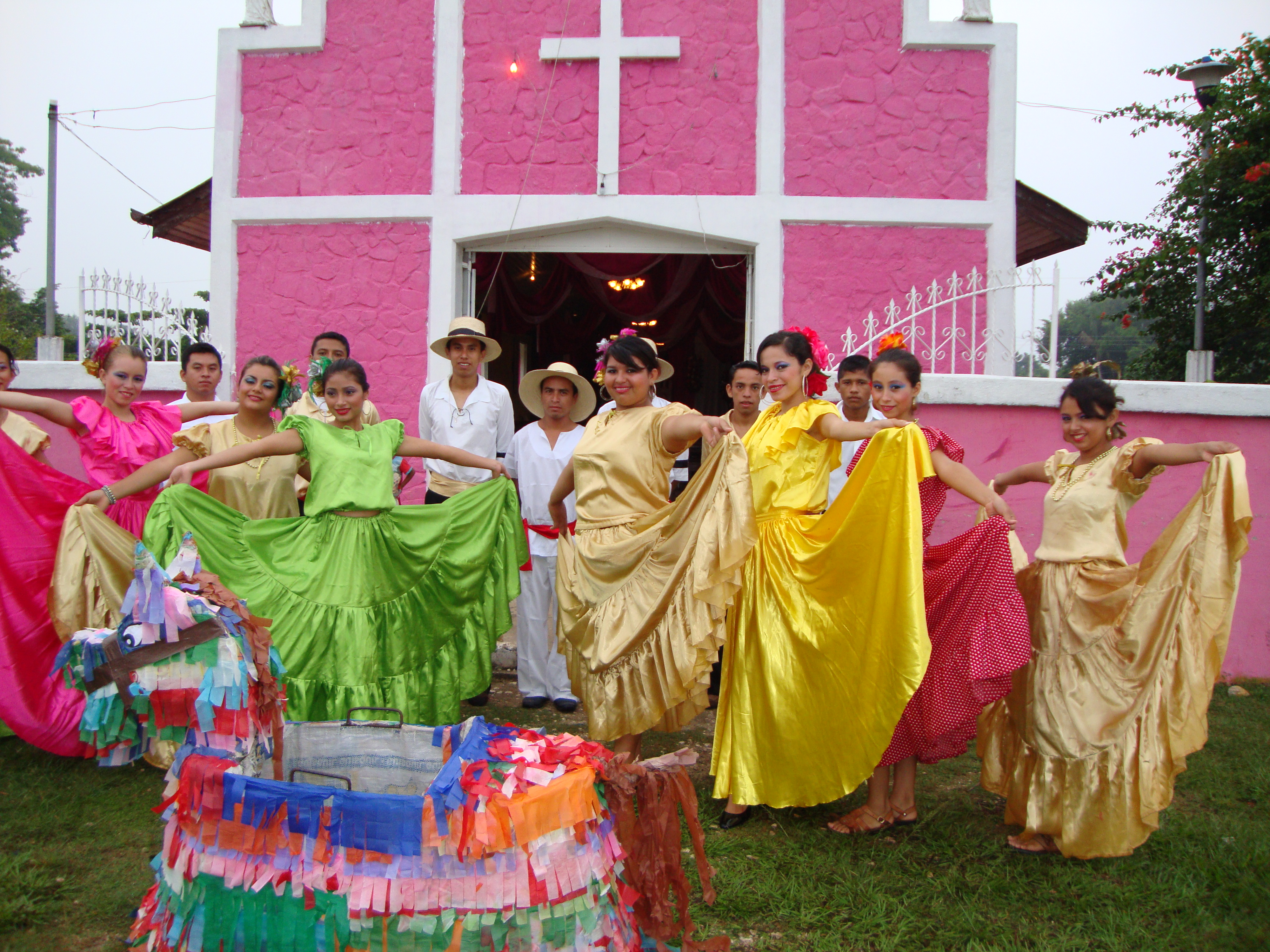
Grupo Folklórico San Juan de Dios; San Francisco, Petén.

LA HACIENDA IXPAYAC
Ixpayac es una de las pocas haciendas ganaderas que florecieron en Petén durante el siglo XIX. Junto a ella eran de “fama las haciendas de ganado vacuno y caballar que existían en los extensos campos de los pueblos de La Libertad, San Francisco, Santa Ana, Juntecholol, Santo Toribio y el famoso Poptun...”, según indica Soza en su Monografía de Petén (1970:127).
Por tradición oral se sabe que la población mayoritaria de la actual aldea San Juan de Dios, tiene sus orígenes en esa hacienda. Ixpayac actualmente está abandonada, su área habitacional está destruida, el ganado se convirtió en silvestre, y aún quedan remanentes de los cafetales cultivados desde finales del siglo XIX e inicios del siglo XX.
Es poco lo que se sabe de Ixpayac, pues es muy escasa la información documentada, pero los habitantes de San Juan de Dios la mantienen en su memoria, siendo uno de los temas prioritarios para la recuperación de la memoria histórica de esa aldea. El proceso de documentación de la tradición oral promueve la recopilación de los datos posibles para reconstruir una de las facetas de la historia desarrolladas durante el siglo XIX e inicios del siglo XX, en el departamento de Petén.
El área actualmente se encuentra en jurisdicción del municipio de La Libertad. Se localiza en las coordenadas geográficas N 16° 44’ 27.54’’ y W 90° 01’ 16.08’’.
- Datos: Q5821094